# Ehud Goldwasser
Ehud (Udi) Goldwasser (hebreo: אהוד גולדווסר; 18 de julio de 1975 - circa 15 de julio de 2006) fue un soldado israelí capturado en Israel por el Hezbolá junto con Eldad Regev el 12 de julio de 2006. Este hecho desencadenó el Conflicto entre Israel y Hezbolá de 2006. Su rango era Sargento Mayor.

## Biografía
Antes de su captura, Ehud Goldwasser, vivía en Nahariya. Trabajó en el Technion, el Instituto de Tecnología Israelí, donde cursó los estudios y se graduó en Ingeniería Ambiental. Cuando era adolescente, Udi vivió en Sudáfrica con sus padres y dos hermanos menores. Estaba casado con Karnit. Sus padres son Shlomo (padre) y Mickey (madre).

## Los acontecimientos
Según las Naciones Unidas, la batalla comenzó aproximadamente a las 9 a. m., cuando Hezbolá lanzó cohetes contra posiciones militares israelíes a lo largo de la frontera libanesa, al parecer, como distracción. Un grupo guerrillero atacó desprevenidamente a las FDI que entonces patrullaban la frontera cerca de la aldea israelí de Zar'it con cohetes antitanques, y capturaron a los dos soldados. 
Un tanque Merkava israelí, Mk. II, fue dañado por un dispositivo explosivo de 200 kilogramos, mientras procuraba dar búsqueda y rescate de los soldados capturados, matando a sus cuatro ocupantes.

## Intercambio de prisioneros
El 16 de julio de 2008, después de negociaciones con Hezbolá, se hizo un intercambio de prisioneros, en el que Hezbolá entregó los cadáveres de Ehud Goldwasser y Eldad Regev a Israel, que a su vez entregó a otros cuatro miembros de Hezbolá entre quienes estaba Samir Kuntar, autor del ataque de Nahariya de 1979 donde fueron asesinados 4 israelíes, incluyendo dos niñas.